# 福星高照
《福星高照》（英語：My Lucky Stars）1985年2月10日在香港上映的喜劇动作片，是“福星”系列的第二部电影，但故事情节和角色关系与上一部《奇謀妙計五福星》并无关联。（不過，之後的「福星」系列電影也繼續沿用《福星高照》的角色。）本片远赴日本取景，是香港電影史上首部票房突破三千萬港幣的電影。

## 剧情
一个腐败的香港警察三哥（林正英）携带大批钻石财宝去了日本投靠了黑帮“稻草人俱乐部”。瑞奇和鸡骨草（成龙）奉命追至日本缉拿，他们在地铁发现了三哥，并且去追，追到游乐场，三哥的接应人日本黑帮前来阻挡，三哥被走脱了，而瑞奇被黑帮一棍子打昏，抓了起来。鸡骨草打了个电话，叫曹警司（曹达华）叫鹧鸪菜（洪金宝）前来日本帮忙。
鹧鸪菜此时在香港监狱关着，曹警司叫手下监狱官（田俊）将他释放，结果他才到公路上不久，再次行窃又被抓了。曹警官控诉他“逃狱”，但是只要他将功折罪去日本帮忙抓三哥。
五人凑齐之后，开车和曹警司去汇合，结果大生地在开车时看“心灵动力学”，和前面的车子追尾了。五人下车来打算恐吓後面的客车司机，客车司机是潮州人，犀牛皮用家乡话去和潮州人交流，请求息事宁人，结果被罗汉果和大生地弄砸了，害得被一群的客车司机围着打。
五人来到曹警司约定的地方，发现客厅里桌子上摆着葡萄，于是大家吃了起来，葡萄是坏的，他们吃了之后，拉肚子，都挤到了厕所。曹警司派遣一个警察陪同他们一起去日本，她就是霸王花。当晚，他们五人合伙搞恶作剧，轮流和霸王花捆绑在一起来揩油，欺骗霸王花，霸王花后来生气了。
五人和霸王花一起来到日本后，当晚住在宾馆，却只有二张床，一张霸王花用，一张他们五人猜拳定谁去睡床，结果鹧鸪菜胜出。他们四人心里不满，去吵，结果霸王花一脚踢过去，踢掉鹧鸪菜的肚子上，痛了他半天。当晚，霸王花给他涂了止痛油，然后把他叫醒，用柔情打动了鹧鸪菜。
霸王花和鹧鸪菜当晚去找鸡骨草，结果碰到了埋伏已久的黑帮，三人一齐打败了黑帮人，绑了起来。
其他四人第二天起来，不见了霸王花和鹧鸪菜，四人自行点菜，他们不会日语，只得用手势来表达，罗汉果一个人不会手势，结果来了只一个蘑菇。
他们用2千万日元去赌博，诱使黑帮和三哥出来。五人和霸王花一起被请到了稻草人俱乐部和他们的老大松木先生的交谈，松木请他们加入稻草人俱乐部，松木留下了五人，叫其中一人回去借钱，他们都不愿意回去，鹧鸪菜只好回去拿钱。
鹧鸪菜按照松木说的游乐场的位置去交钱，结果两人中了埋伏，鹧鸪菜被抓了起来，当他们把鹧鸪菜弄到监狱去的时候，押送人被他们扯住衣服打昏，夺走钥匙，都逃了出来，于是里应外合，一同抓到了三哥。

## 演員
| 演員       | 角色            | 備註                                                   | 粵語配音 |
| 洪金寶     | 鷓鴣菜          | 喜歡偷竊汽車，雞骨草孤兒院的兒時伙伴；大哥             | 林保全   |
| 成龍       | 雞骨草          | 鐵力威 (瘦皮猴 ；大力丸)，香港警察                     | 鄧榮銾   |
| 元彪       | 瑞奇 (獨角金)   | 香港警察                                               | 朱子聰   |
| 秦祥林     | 花旗参          | 喜歡用口香糖黏着微型炸彈去珠寶店炸碎玻璃行竊           | 朱子聰   |
| 曾志偉     | 羅漢果          | 在食品店上班，喜歡打牌；五弟                           | 馮永和   |
| 馮淬帆     | 犀牛皮          | 喜歡去醫院拔牙敲詐牙醫；潮州人                         | 馮淬帆   |
| 吳耀漢     | 大生地          | 喜歡在精神病醫院裡白吃白喝，並且愛好冥想和“心靈動力學” | 吳耀漢   |
| 胡慧中     | 胡督察 (霸王花) | 香港皇家警察特警隊                                     | 盧素娟   |
| 曹達華     | 曹警司          | 雞骨草和瑞奇的上司                                     | 盧雄     |
| 林正英     | 三哥            | 香港警察，腐敗分子                                     | 金貴     |
| 西脇美智子 | 日本黑幫女老大  | 稻草人俱樂部成員                                       |          |
| 狄威       | 黑幫成員        | 稻草人俱樂部成員                                       |          |
| 劉家榮     | 黑幫成員        | 稻草人俱樂部成員                                       |          |
| 田俊       | 香港監獄警官    |                                                        |          |
| 楊斯       | 陳百萬          |                                                        | 金貴     |
| 黃蝦       | 囚犯            | 鷓鴣菜的獄友                                           |          |

## 曲目
| 曲序 | 曲目                     |        | 作曲   | 歌手 |
| ---- | ------------------------ | ------ | ------ | ---- |
| 1.   | 《同是世俗人》（主题曲） | 黎彼得 | 黎小田 | 甄妮 |
| 2.   | 《过来人》（插曲）       |        |        |      |
| 3.   | 《心心相印》（插曲）     |        |        |      |

## 獎項
| 頒獎典禮            | 獎項         | 名單         | 結果 |
| ------------------- | ------------ | ------------ | ---- |
| 第5屆香港電影金像獎 | 最佳動作指導 | 元彪、林正英 | 提名 |

## 外部連結
- 香港影庫上《福星高照》的資料（繁體中文）
- 開眼電影網上《福星高照》的資料（繁體中文）
- 豆瓣电影上《福星高照》的資料 （简体中文）
- 时光网上《福星高照》的資料（简体中文）
- AllMovie上《福星高照》的资料（英文）
- 爛番茄上《福星高照》的資料（英文）
- 互联网电影数据库（IMDb）上《福星高照》的资料（英文）